# クロツヤムシ
クロツヤムシは、甲虫目に分類されるクロツヤムシ科の昆虫の総称である。コガネムシ上科で、クワガタムシ科に近縁とされる。集団(家族)で朽木の中に住まい、親成虫が幼虫を養うという生態が知られ、これはクワガタムシ科のチビクワガタ属に近いといわれている。
クロツヤムシ科の種は世界で約600種近く発見されている。熱帯地域に広く分布している。
日本国内では固有種ツノクロツヤムシ(Cylindrocaulus patalis)が四国以西の山地で見られる。

## 生態
昆虫では稀な一夫一婦制で、なおかつ、親成虫が幼虫を養い育てるという、特異な生態を持っている。朽ち木内にトンネルを掘って生活し、幼虫成虫共にその朽ち木を食べて生活する。幼虫の大あごは、クワガタムシ幼虫のそれに比べて弱々しく、自力で木をかじって食べることができない。そのため、親成虫が朽ち木をかじって木屑を作り、幼虫に食べさせる。幼虫の数は少なく、多い種でも10匹以内だが、長期にわたって新たな幼虫を育てることで、それを補っている。最も極端な例は日本のツノクロツヤムシで、一度に普通1匹、多くて2匹の幼虫しか育てない。3令が終令幼虫となるが、幼虫期間は約2ヶ月と、クワガタムシやコガネムシに比べてずっと短い。
羽化した新成虫は、外骨格がまだ薄くて柔らかく、トンネル内で木屑を食べて実質的な成長を続ける。外骨格が完全に固まるには2～3ヶ月を要し、これは幼虫期間とは逆に飛び抜けて長い。その間に、体重も羽化直後と比べて3倍ほどに増える。その後ようやくトンネルを出て、新たな場所で新たな生活を始めるわけだが、それまでの間、自分の弟・妹にあたる幼虫の世話を手伝うことが知られている。これは鳥類や哺乳類で見られる「ヘルパー」と呼ばれる現象に酷似しており、このようにクロツヤムシの生活は、我々人間の暮らしと驚くほど似通っている。

## 関連文献
- 常喜豊「クロツヤムシ : 家族で暮らす昆虫」『學苑』第767巻、東京 : 光葉会、2004年9月、XXXIX-XLII、CRID 1050282677910580480、ISSN 13480103。